# 天主教朗格勒教區
天主教朗格勒教區（拉丁語：Dioecesis Lingonensis）是法國一個羅馬天主教教區。屬蘭斯總教區。
教區成立於4世紀初，第一位有文獻記載的主教出現於346年。1801年11月29日被撤銷，1822年10月6日恢復。
教區位於上馬恩省。2004年有教友140,000人，佔轄區總人口72.3%。教區下轄三十一個堂區，有六十名司鐸。現任教區主教為若瑟·德·梅斯-諾布拉。